# Werner Bäuerle
Werner Bäuerle (* 1958 in Furtwangen) ist ein deutscher Architekt und Hochschullehrer.

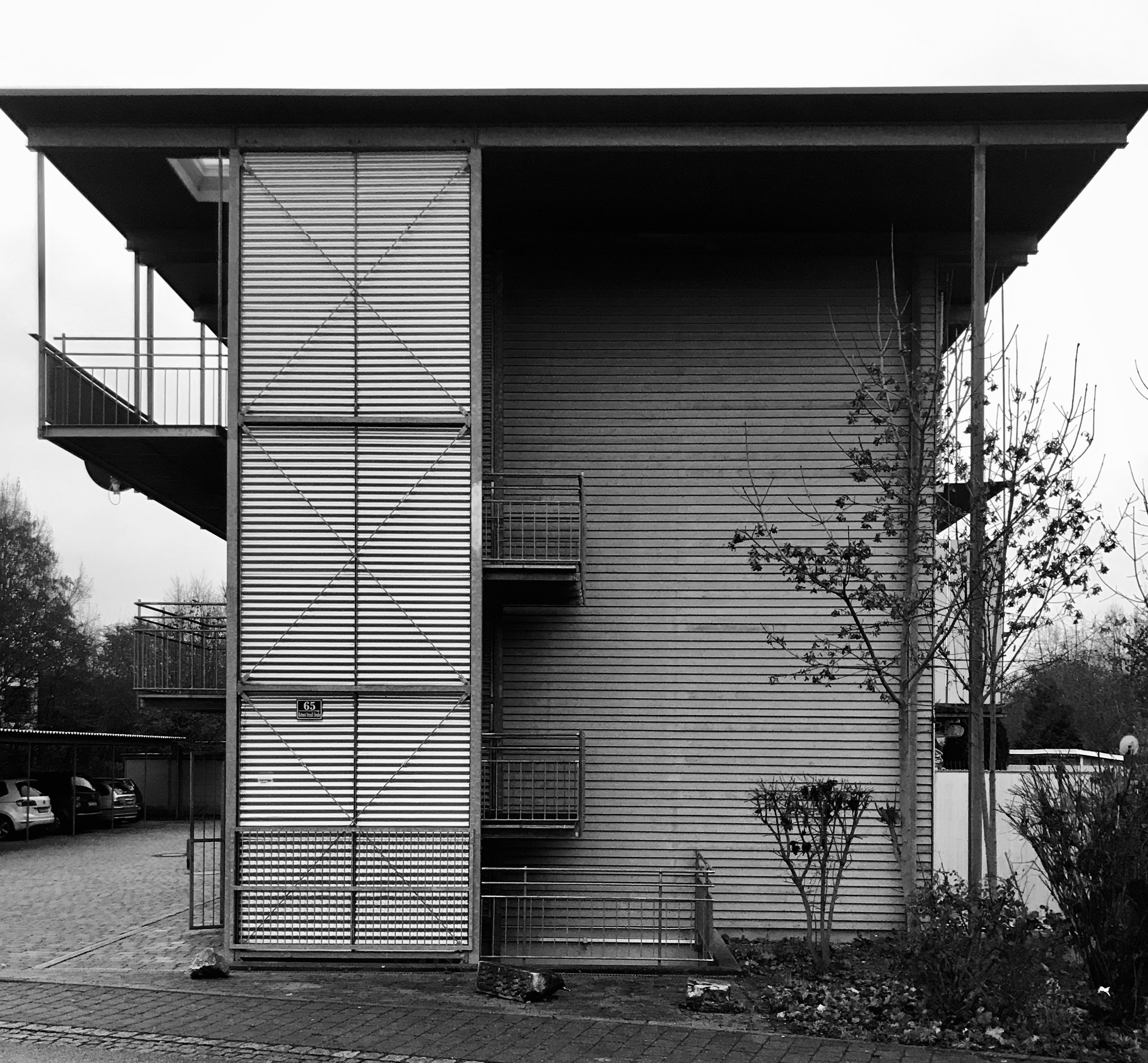
Siedlung Permoserstraße, Ingolstadt

## Werdegang
Bäuerle studierte Architektur an der Fachhochschule Konstanz. 1989 gründete er ein Architekturbüro in Konstanz. Von 2000 bis 2010 arbeitete er in Partnerschaft mit Frohwin Lüttin zusammen. Bäuerle lehrte als Lehrbeauftragter an der Fachhochschule Konstanz (1992–1997) und seit 2003 als Professor für Bauen und Gestalten an der Hochschule Kaiserslautern. Werner Bäuerle wurde 1991 in den Bund Deutscher Architekten berufen und ist seit 2000 Mitglied des Deutschen Werkbunds.

## Bauten
Bäuerle realisierte zahlreiche Wohnanlagen, unter anderem in Singen, Ulm, Immendingen, Wolfratshausen, Bottighofen und in Litzelstetten.
- Umbau Domherrenhof Konstanz
- Wohnhaus, Ammersee[4]
- Erweiterung Atelier, Prutting
- Umbau FH Konstanz
- Kindergarten, Albbruck
- Erweiterung Rathaus, Neuhausen
- Emma-Brendel-Weg, Erlangen
- 1997: Doppelhaus Peter, München-Solln[5]
- 1998: Masterplan Siedlung Permoserstraße, Ingolstadt
- 1998: Siedlung Permoserstraße – Richard-Strauss-Straße 65, Ingolstadt[6]
- 1999: Siedlung Permoserstraße – Richard-Strauss-Straße 67, 69, 71, 73, 75, 77, 79, 81, Ingolstadt[7]
- 2000: Masterplan Ostenvorstadt, Eichstätt
- 2001: Doppelhaus, Feldafing (Bauherr: Euroboden)

## Auszeichnungen und Preise
- 1996: Deutscher Bauherrenpreis für Konstanz, Jungerhalde 37 – 43[8]
- 1997: BDA Preis Bayern für Doppelhaus Peter, München-Solln
- 1998: Holzbaupreis Bayern für Doppelhaus Peter, München-Solln[9]
- 2002: Holzbaupreis Bayern für Siedlung Permoserstraße, Ingolstadt
- 2003: Verzinkerpreis für Architektur und Metallgestaltung für Siedlung Permoserstraße, Ingolstadt[10]
- 2004: Deutscher Bauherrenpreis für Siedlung Permoserstraße, Ingolstadt[11]
- 2004: Anerkennung – Auszeichnung Guter Bauten Franken für Reihenhäuser Emma-Brendel-Weg, Erlangen[12]